# Steven Spielberg's Director's Chair
Steven Spielberg's Director's Chair è un videogioco per PC del 1996, ideato e prodotto dal celebre regista statunitense Steven Spielberg e dedicato alla creazione dei film.
Il gioco coinvolge l'utente attraverso tutte le fasi della produzione cinematografica di una pellicola, guidati dal regista stesso e aiutati da una troupe di veri professionisti, collaboratori di Spielberg, dai truccatori agli scenografi, che si sono prestati al gioco recitando nella parte di sé stessi. Tra i presenti nel gioco, il montatore Michael Kahn, il supervisore agli effetti speciali Michael Lantieri e il direttore della fotografia Dean Cundey.
L'obiettivo del gioco è realizzare il proprio film, scegliendo le inquadrature tra le numerose a disposizione nel gioco e aggiungendo musiche ed effetti sonori. Tra gli attori del film virtuale, sono presenti Quentin Tarantino, Jennifer Aniston, Katherine Helmond e Penn & Teller.